# Bacchisa pallens
Bacchisa pallens är en skalbaggsart som först beskrevs av Chen 1936.  Bacchisa pallens ingår i släktet Bacchisa och familjen långhorningar. Inga underarter finns listade.